# Andrea Brighenti
Andrea Brighenti (Brenzone sul Garda, 2 dicembre 1987) è un calciatore italiano, attaccante del Desenzano.

## Biografia
È cugino di Nicolò Brighenti, anch'egli calciatore professionista.

## Caratteristiche tecniche
Gioca come prima punta. Molto forte fisicamente, è un abile finalizzatore.

## Carriera

### Club

#### Gli inizi alla Virtus Verona, Pavia, Sambonifacese e Renate
Cresce calcisticamente nelle file della Virtusvecomp Verona, società militante nel campionato di Serie D 2007-2008. Passa nell'estate 2008 al Pavia società di Seconda Divisione della Lega Pro.
Nell'estate 2009 si trasferisce alla Sambonifacese in Seconda Divisione, con la società veneta rimane per tre stagioni totalizzando tra campionato e coppe varie, 106 presenze e 34 reti. Nell'estate 2012 viene ingaggiato dal Renate giocando sempre in Seconda Divisione nella singola stagione disputa 32 presenze segnando 20 reti.

#### Cremonese
Il 12 luglio 2013 viene prelevato dal Parma che lo gira a sua volta in comproprietà alla Cremonese, società di Prima Divisione. Rinnovata la compartecipazione col Parma, dalla stagione 2014-2015, diventa il nuovo capitano della società grigio-rossa. Successivamente nel giugno 2015 viene acquistato interamente il cartellino dalla società lombarda. Nella stagione 2015-2016 si laurea capocannoniere del proprio girone con 17 centri. Mentre nella stagione 2016-2017 vince il campionato, contribuendo così alla risalita nella serie cadetta della squadra lombarda, a distanza di undici anni dall'ultima apparizione. Il 25 agosto 2017 a quasi 30 anni fa il suo debutto in Serie B nella partita persa in trasferta 1-0 contro il Parma. Il 9 settembre successivo, segna la sua prima rete in serie cadetta nella vittoria in trasferta per 4-1 contro la Pro Vercelli. In cinque stagioni e mezzo colleziona complessivamente con la maglia grigiorossa 197 presenze segnando 77 reti.

#### Monza e Juventus U23
Il 4 gennaio 2019 viene ingaggiato dal Monza, con cui firma un contratto fino al giugno 2021. In un anno e mezzo disputa complessivamente con la maglia biancorossa 52 presenze segnando 11 reti, e quindi contribuisce anche alla promozione in Serie B della società brianzola.
Il 2 settembre 2020 viene ingaggiato a titolo definitivo dalla Juventus U23.

#### Trento
Rimasto svincolato, il 24 agosto 2022 firma un contratto annuale con il club del Trento. In dicembre rimane vittima di un infortunio che non gli permette di finire la stagione.

#### Desenzano e Clivense
Rimasto svincolato, il 12 luglio 2023 firma un contratto annuale con il club lacustre del Desenzano militante in Serie D, dove raccoglie complessivamente 16 presenze e 3 reti.
Il 3 gennaio 2024 viene acquistato a titolo definitivo dalla Clivense, sempre in Serie D. Qui mette a segno 4 marcature, chiudendo la stagione all'ottavo posto e risultando decisivo per un ottimo girone di ritorno dei biancoblu della diga. Viene confermato anche per la stagione successiva col cambio di denominazione in Chievo.
Nell'estate del 2026 firma un nuovo contratto col Desenzano, tornando in riva al lago dopo un anno.

## Statistiche

### Presenze e reti nei club
Statistiche aggiornate al 4 maggio 2025.
| Stagione             | Squadra              | Campionato           | Campionato | Campionato | Coppe nazionali | Coppe nazionali | Coppe nazionali | Coppe continentali | Coppe continentali | Coppe continentali | Altre coppe | Altre coppe | Altre coppe | Totale | Totale |
| Stagione             | Squadra              | Comp                 | Pres       | Reti       | Comp            | Pres            | Reti            | Comp               | Pres               | Reti               | Comp        | Pres        | Reti        | Pres   | Reti   |
| -------------------- | -------------------- | -------------------- | ---------- | ---------- | --------------- | --------------- | --------------- | ------------------ | ------------------ | ------------------ | ----------- | ----------- | ----------- | ------ | ------ |
| 2007-2008            | Virtus Verona        | D                    | 30         | 14         | CI-D            | ?               | ?               | -                  | -                  | -                  | -           | -           | -           | 30     | 14     |
| 2008-2009            | Pavia                | 2D                   | 27         | 2          | CI-LP           | ?               | ?               | -                  | -                  | -                  | -           | -           | -           | 27     | 2      |
| 2009-2010            | Sambonifacese        | 2D                   | 17         | 4          | CI-LP           | 5               | 3               | -                  | -                  | -                  | -           | -           | -           | 22     | 7      |
| 2010-2011            | Sambonifacese        | 2D                   | 31         | 8          | CI-LP           | 5               | 4               | -                  | -                  | -                  | -           | -           | -           | 36     | 12     |
| 2011-2012            | Sambonifacese        | 2D                   | 34         | 13         | CI-LP           | 4               | 2               | -                  | -                  | -                  | -           | -           | -           | 38     | 15     |
| Totale Sambonifacese | Totale Sambonifacese | Totale Sambonifacese | 92         | 25         |                 | 14              | 9               |                    | -                  | -                  |             | -           | -           | 106    | 34     |
| 2012-2013            | Renate               | 2D                   | 32+2       | 20+1       | CI-LP           | 2               | 2               | -                  | -                  | -                  | -           | -           | -           | 36     | 23     |
| 2013-2014            | Cremonese            | 1D                   | 29+3       | 13+1       | CI+CI-LP        | 0+5             | 0+3             | -                  | -                  | -                  | -           | -           | -           | 37     | 17     |
| 2014-2015            | Cremonese            | LP                   | 30         | 15         | CI+CI-LP        | 3+1             | 1+0             | -                  | -                  | -                  | -           | -           | -           | 34     | 16     |
| 2015-2016            | Cremonese            | LP                   | 34         | 17         | CI+CI-LP        | 1+1             | 0+1             | -                  | -                  | -                  | -           | -           | -           | 36     | 18     |
| 2016-2017            | Cremonese            | LP                   | 37         | 16         | CI+CI-LP        | 3+0             | 2+0             | -                  | -                  | -                  | SLP         | 2           | 1           | 42     | 19     |
| 2017-2018            | Cremonese            | B                    | 35         | 4          | CI              | 2               | 1               | -                  | -                  | -                  | -           | -           | -           | 37     | 5      |
| 2018-gen. 2019       | Cremonese            | B                    | 10         | 2          | CI              | 1               | 0               | -                  | -                  | -                  | -           | -           | -           | 11     | 2      |
| Totale Cremonese     | Totale Cremonese     | Totale Cremonese     | 175+3      | 67+1       |                 | 17              | 8               |                    | -                  | -                  |             | 2           | 1           | 197    | 77     |
| gen.-giu. 2019       | Monza                | C                    | 14+4       | 3+1        | CI+CI-C         | 0+7             | 0+1             | -                  | -                  | -                  | -           | -           | -           | 25     | 5      |
| 2019-2020            | Monza                | C                    | 24         | 4          | CI+CI-C         | 3+0             | 2+0             | -                  | -                  | -                  | -           | -           | -           | 27     | 6      |
| Totale Monza         | Totale Monza         | Totale Monza         | 38+4       | 7+1        |                 | 10              | 3               |                    | -                  | -                  |             | -           | -           | 52     | 11     |
| 2020-2021            | Juventus U23         | C                    | 22+1       | 8          | -               | -               | -               | -                  | -                  | -                  | -           | -           | -           | 23     | 8      |
| 2021-2022            | Juventus U23         | C                    | 26         | 6          | CI-C            | 1               | 0               | -                  | -                  | -                  | -           | -           | -           | 27     | 6      |
| Totale Juventus U23  | Totale Juventus U23  | Totale Juventus U23  | 47+1       | 14         |                 | 1               | 0               |                    | -                  | -                  |             | -           | -           | 49     | 14     |
| 2022-2023            | Trento               | C                    | 15         | 2          | CI-C            | 1               | 0               | -                  | -                  | -                  | -           | -           | -           | 16     | 2      |
| 2023-gen. 2024       | Desenzano            | D                    | 14         | 2          | CI-D            | 2               | 1               | -                  | -                  | -                  | -           | -           | -           | 16     | 3      |
| gen.-giu. 2024       | Clivense/Chievo      | D                    | 16         | 4          | CI-D            | -               | -               | -                  | -                  | -                  | -           | -           | -           | 16     | 4      |
| 2024-2025            | Clivense/Chievo      | D                    | 34         | 6          | CI-D            | -               | -               | -                  | -                  | -                  | -           | -           | -           | 34     | 6      |
| Totale Chievo        | Totale Chievo        | Totale Chievo        | 50         | 10         |                 | 0               | 0               |                    | -                  | -                  |             | -           | -           | 50     | 10     |
| 2025-2026            | Desenzano            | D                    | 0          | 0          | CI-D            | 0               | 0               | -                  | -                  | -                  | -           | -           | -           | 0      | 0      |
| Totale carriera      | Totale carriera      | Totale carriera      | 516        | 166        |                 | 47              | 23              |                    | -                  | -                  |             | 2           | 1           | 565    | 190    |

## Palmarès

### Club

#### Competizioni nazionali
- Lega Pro: 1

Cremonese: 2016-2017
- Serie C: 1

Monza: 2019-2020 (girone A)

### Individuale
- Capocannoniere della Lega Pro: 1

2015-2016 (Girone A, 17 gol)